# Caros Død
Caros Død è un cortometraggio muto del 1906 diretto da Viggo Larsen.

## Produzione
Il film fu prodotto dalla Nordisk Film.

## Distribuzione
In Germania, il titolo venne tradotto come Bobs Tod, mentre il titolo internazionale inglese fu Bob's Death.